# Ewina Stamati
Ewdokia „Ewina” Stamati (grec. Ευδοκία „Εβίνα” Σταμάτη; ur. 2 sierpnia 1984 w Atenach) – grecka koszykarka, reprezentantka kraju, występująca na pozycjach rzucającej lub niskiej skrzydłowej.

## Osiągnięcia
Stan na 28 marca 2024, na podstawie, o ile nie zaznaczono inaczej.

### Drużynowe
- Mistrzyni Grecji (2014, 2015–2020, 2022, 2023)[3][4][5][6][7][8][9][10][11]
- Wicemistrzyni Grecji (2011, 2013, 2021)[12][13]
- Zdobywczyni Pucharu Grecji (2014, 2015–2019, 2022)[3][4][5][6][7][8][10]
- Uczestnicy międzynarodowych rozgrywek:
  - Euroligi (2018–2020, 2022/2023)
  - EuroCup (2009/2010, 2016–2018, 2019/2020, 2021/2022)

### Indywidualne
(* – nagrody przyznane przez portal eurobasket.com)
- Zaliczona do*:
  - I składu zawodniczek krajowych ligi greckiej (2021)[14]
  - II składu ligi greckiej (2013, 2014, 2016, 2018)[13][3][5][7]
  - III składu ligi greckiej (2022)[10]
  - honorable mention ligi greckiej (2015, 2017, 2020, 2023)[4][6][9][11]
- Uczestniczka meczu gwiazd ligi greckiej (2011)[12]

### Reprezentacja
Seniorska
- Uczestniczka:
  - mistrzostw:
    - świata (2018 – 11. miejsce)[15]
    - Europy (2009 – 5. miejsce, 2011 – 13. miejsce, 2017 – 4. miejsce, 2023 – 11. miejsce)[16][17][18][19]

  - kwalifikacji do Eurobasketu (2015, 2019, 2023, 2024/2025)

Młodzieżowe
- Uczestniczka:
  - mistrzostw Europy U–18 (2002 – 7. miejsce)[20]
  - kwalifikacji do Eurobasketu:
    - U–20 (2004)
    - U–18 (2002)